# Metioche sexmaculata
Metioche sexmaculata är en insektsart som beskrevs av Lucien Chopard 1952. Metioche sexmaculata ingår i släktet Metioche och familjen syrsor. Inga underarter finns listade i Catalogue of Life.